# Hyderabadi Biryani

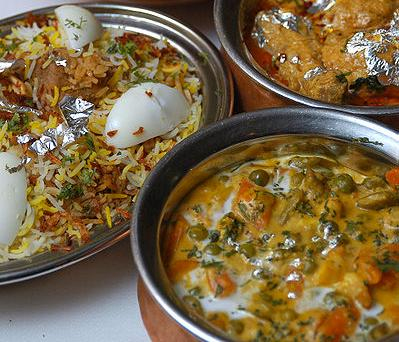
Hyderabadi Biryani y otros platos.

El Hyderabad biryani es una variante del biryani (no vegetariano) muy popular en la cocina india. El plato se denomina así por ser tan popular en la ciudad de Hyderabad (India). Forma parte de la variedad de la cocina india mezcla (fusión) de la cocina de Andhra y la mongola. Se suele emplear carne de cabra en su elaboración, aunque las versiones más populares son aquellas que tienen pollo.

## Características
Al igual que otros biryanis el arroz empleado es basmati (prácticamente el único que se puede encontrar en el Subcontinente Indio). Existen dos variedades según su forma de preparación el Katchi Biryani (preparado con el método Katchi Yakhni o de salsas crudas) y el Pakki Biryani (donde la carne se marina con las especias), ambos métodos emplean semillas de cardamomo y azafrán. 

## Acompañamientos
Al biryani se le acompaña generalmente con Dahi chutney (yogur y cebollas); Mirchi ka salan - un curry de chili verde. Puede ser acompañado también por Bagare Baingan (berenjena asada). Algunas ensaladas incluyen cebolla, zanahoria, pepino y zumo de limón.